# Lake Waikaramu
Der Lake Waikaramu ist ein See in der Region Northland auf der Nordinsel von Neuseeland.

## Geographie
Der Lake Waikaramu befindet sich knapp 1 km nordwestlich bis westlich angrenzend am Rangaunu Harbour. Der stark verlandete See ist vom knapp 16 km² Waihuahua Swamp umgeben. Der See selbst umfasst eine Fläche von rund 2,22 km² und erstreckt sich über eine Länge von rund 2 km in Nord-Süd-Richtung und einer Breite von rund 1,5 km in Ost-West-Richtung.
Über einen regulären Abfluss verfügt der See nicht.